# Ricardo Ivoskus

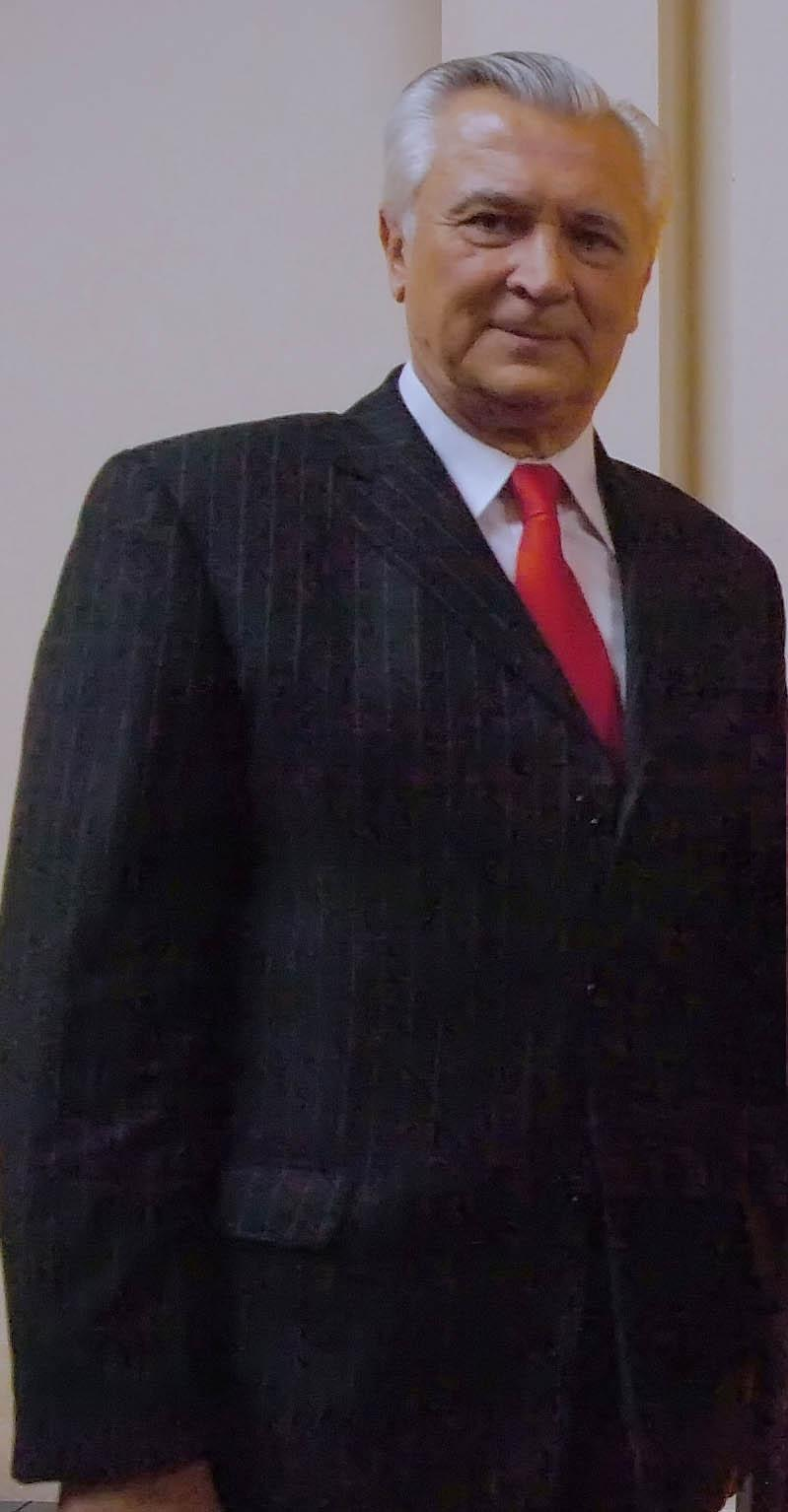
Ricardo Ivoskus

Ricardo Leonardo Ivoskus (né le 10 janvier 1942 a Villa Ballester, province de Buenos Aires) est un avocat et homme politique argentin. À partir du 10 décembre 1999, il est maire du partido de General San Martín, dans la province de Buenos Aires.
Il a été élu pour la première fois lors des élections du 24 octobre 1999, et a été réélu lors des élections du 14 septembre 2003 et des élections generales du 28 octobre 2007. 